# Radgrune
Radgrune è un cortometraggio muto del 1912 diretto da Camille de Morlhon.

## Produzione
Il film fu prodotto dalla Pathé Frères con il nome Compagnie Genérale des Établissements Pathé Frères Phonographes & Cinématographes [C.G.P.C.].

## Distribuzione
In Francia, il cortometraggio fu distribuito dalla Pathé Frères; negli Stati Uniti, distribuito dalla General Film Company, uscì nelle sale cinematografiche USA il 26 marzo 1912.